# Ulica Bernardyńska w Tarnowie
Ulica Bernardyńska − ulica w centrum Tarnowa, stanowiąca część południowej „obwodnicy” Starówki. Rozpoczyna się na skrzyżowaniu z ulicami Targową i Najświętszej Marii Panny będąc przedłużeniem ulicy Bema.
Na całej swej długości jest jednokierunkowa. Na pierwszym odcinku od początku do skrzyżowania z ulicą Szeroką, będącym częścią jednego z głównych ciągów komunikacyjnych miasta, ruch odbywa się w kierunku wschodnim. Ulica Szeroka stanowi przedłużenie ciągu komunikacyjnego. Na pozostałym odcinku od ulicy Szerokiej do Dąbrowskiego ruch odbywa się w kierunku przeciwnym.
Ulica już w I połowie XIX w. była w całości zabudowana i już wtedy była ośrodkiem życia handlowego i towarzyskiego. Jej nazwa pochodzi od znajdującego się przy niej zespołu klasztornego ojców bernardynów. W okresie PRL nazwę ulicy zmieniono. Upamiętniała ona wówczas działacza komunistycznego Władysława Kniewskiego. Po przemianach 1989 r. powrócono do dawnej nazwy.